# Томиясу, Такэхиро
Такэхиро Томиясу (яп. 冨安 健洋 Томиясу Такэхиро, род. 5 ноября 1998, Фукуока) — японский футболист, защитник, игрок национальной сборной Японии.

## Клубная карьера
Воспитанник футбольной академии клуба «Ависпа Фукуока». В основном составе японского клуба дебютировал 13 июля 2016 года в матче Джей-лиги 1 против клуба «Токио». 19 марта 2017 года забил свой первый гол за клуб в матче Джей-лиги 2 против «Роассо Кумамото».
В январе 2018 года перешёл в бельгийский клуб «Сент-Трюйден». Дебютировал за команду 7 апреля 2018 года в матче против клуба «Антверпена». 25 ноября 2018 года забил свой первый гол за «Сент-Трюйден» в матче против «Андерлехта».
9 июля 2019 года перешёл в итальянский клуб «Болонья».
31 августа 2021 года перешёл в английский клуб «Арсенал» за 16 млн фунтов стерлингов.
4 июля 2025 года «Арсенал» объявил о расторжении контракта с Томиясу по обоюдному согласию сторон. До конца контракта оставался год с возможностью продления, но за сезон 2024/2025 Томиясу играл всего 6 минут. Из-за травмы он не может выйти на поле по меньшей мере до конца 2025 года.

## Карьера в сборной
Выступал за сборные Японии до 17, до 18, до 19, до 20, до 21 года. В составе сборной Японии до 19 лет стал победителем чемпионата Азии в 2016 году. В 2017 году в составе сборной Японии до 20 лет сыграл четыре матча на чемпионате мира в Южной Корее.
12 октября 2018 года дебютировал в составе первой сборной Японии в товарищеском матче против Панамы. 21 января 2019 года забил свой первый гол за сборную в матче Кубка Азии против Саудовской Аравии. В составе сборной Японии стал серебряным призёром Кубка Азии 2019 года.
Был включён в состав олимпийской сборной Японии на Олимпиаду 2020.
Был включён в состав сборной Японии на чемпионат мира 2022 в Катаре.
Был включён в состав сборной на Кубок Азии 2023 в Катаре.

## Достижения
«Арсенал»
- Обладатель Суперкубка Англии: 2023

Сборная Японии (до 19 лет)
- Победитель чемпионата Азии (до 19 лет): 2016

Сборная Японии
- Финалист Кубка Азии: 2019